# International nødfrekvens
En international nødfrekvens er en radiokanal, som er reserveret til nødkommunikation ved international aftale.

## Historie
I det meste af det 20. århundrede, var 500 kHz den primære internationale nødfrekvens. Dets brug er blevet udfaset til fordel for Global Maritime Distress and Safety System (GMDSS).
For nogle nødfrekvensers vedkommende, er det tilladt at kalde andre radiostationer og skifte til en anden frekvens. Sådanne kanaler er kendt som distress, safety and calling frequencies.
Satellit behandling af alle 121,5 eller 243 MHz lokatorer er ophørt. Siden 1. februar 2009 lytter U.S. Coast Guard kun til digitale varslingssignaler på 406 MHz.
Digital 406 MHz modeller er de eneste godkendte til brug indenfor kommerciel og fritidsfartøjer verden over fra 1. januar 2007.

## Aktuelle frekvenser
Internationale nødfrekvenser, som aktuelt benyttes (2010):
- 500 kHz lyttes der stadig til, men fra 2010 er den ophørt med at være den primære nødfrekvens til havs

- 2182 kHz er til maritim lydbrug

- Adskillige HF maritim lydbrug frekvenser eksisterer for langdistance nødkald:
  - 4.125 kHz[4]
  - 6.215 kHz[4]
  - 8.291 kHz[4]
  - 12,290 MHz[4]
  - 16,420 MHz[4]

- 121,5 MHz er den civile luft nødfrekvens eller International Air Distress frequency. Den anvendes af civile nødpejlesendere; men, Cospas-Sarsat-systemet lytter ikke længere til denne frekvens.

- 243 MHz til NATO militær luft nødfrekvens

- Maritim VHF radio kanal 16 (156,8 MHz) for kort rækkevidde

- 406 MHz til 406,1 MHz anvendes af Cospas-Sarsat internationale satellit baserede search and rescue (SAR) nødalarmeringsopdagelse og information formidlingssystem

### Digital Selective Calling-frekvenser
Adskillige maritime frekvenser anvendes til Digital Selective Calling (DSC), og der lyttes til disse efter DSC-nødsignaler:
- 2.187,5 kHz[4]
- 4.207,5 kHz[4]
- 6.312 kHz[4]
- 8.414,5 kHz[4]
- 12,577 kHz[4]
- 16.804,5 kHz[4]
- 156,525 MHz Marine VHF radio kanal 70

### USA amatørradio frekvenser
- Global Center of Activity (GCOA) frekvenser fra amatørradio Maritime Mobile Service Network: 21.360 kHz, 18.160 kHz, 14.300 kHz, 7.240 kHz, 7.060 kHz, 3.985 kHz og 3.750 kHz. [5]

- Varslings/katastrofe Global ALE High Frequency Network: 3791,0 kHz USB, 7185,5 kHz USB, 10145,5 kHz USB, 14346,0 kHz USB, 18117,5 kHz USB, 21432,5 kHz USB, 24932,0 kHz USB, 28312,5 kHz USB. [6]